# مارك باور (فنان)
مارك باور هو فنان سويسري، ولد في 28 مايو 1975 في جنيف في سويسرا.